# Ski (matériel)
Cet article concerne le matériel. Pour le moyen de déplacement et les disciplines sportives, voir Ski. Pour les autres sens, voir Ski (homonymie).

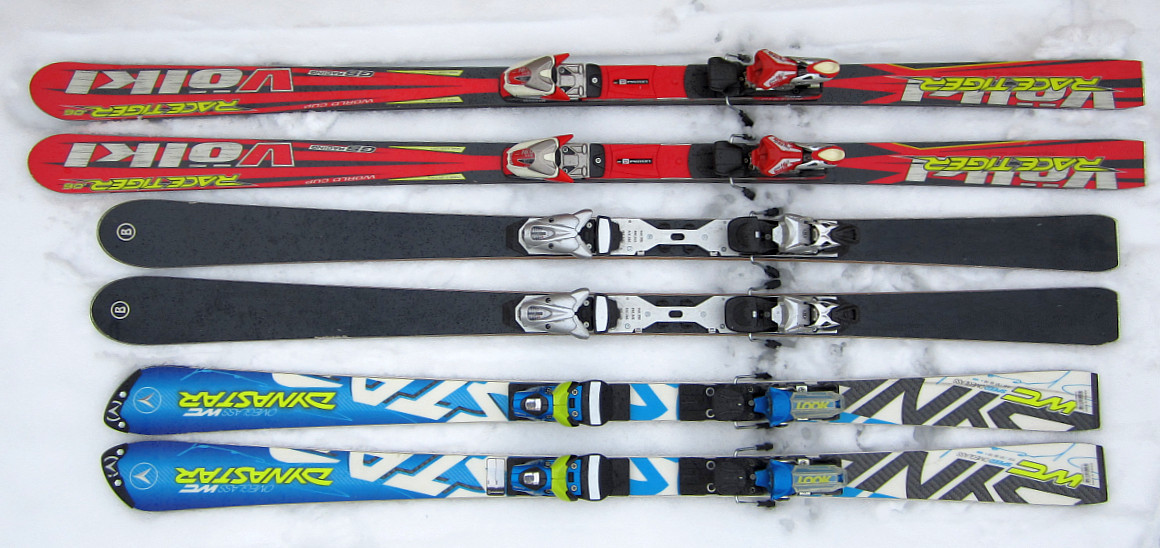
Trois paires de skis de slalom

Le ski alpin est un accessoire semblable à un patin long et étroit permettant de se déplacer sur la neige. D'une longueur variable correspondant généralement à la taille du skieur, il présente une largeur équivalente à celle du pied humain mais peut être beaucoup plus large selon l'utilisation sur piste ou hors-piste. La semelle est d'aspect lisse et peut comporter une rainure en son centre, notamment sur les skis d'ancienne génération (skis droits, en opposition aux skis paraboliques modernes). Le ski est solidaire de la chaussure grâce à une fixation réglable garantissant le déchaussage en cas de chute.
Utilisés par paire, certains skis sont latéralisés (ski gauche/ski droit) en raison de la répartition des matériaux dans la structure du ski (titane/carbone) et de leur conception (cambre sur la carre intérieure et rocker sur la carre extérieure). Cette technologie concerne certains skis de piste au shape asymétrique qui oblige le skieur à respecter le chaussage ski gauche/ski droit.
Initialement conçu comme une aide à se déplacer sur la neige, le ski s'est progressivement complexifié vers une forme et une structure de haute technologie accroissant le plaisir récréatif de la glisse et la performance, en participant ainsi au développement des sports d'hiver.

## Description

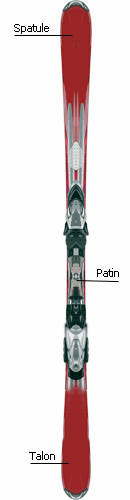
Ski alpin vu de dessus

Le ski est divisé en trois parties : l'avant du ski ou spatule, le milieu du ski (sous les chaussures) ou patin, l'arrière du ski ou talon. Dans la plupart des cas, il a une symétrie structurelle axiale.

### Forme
Vu de dessus, le ski alpin moderne possède ce qu'on appelle dans le jargon une taille de guêpe : la spatule et le talon sont plus larges que le patin. Cela se traduit par la définition d'une ligne de cotes, c’est-à-dire par la définition de la largeur du ski en ces trois points.
Quand un ski possède une taille de guêpe, on dit qu'il est profilé. Le ski parabolique est un modèle de ski profilé qui connaît un vif succès, dont le nom fait référence à la forme des bords du ski. Cette forme de parabole permet au ski, si le skieur exerce une pression suffisante, de fléchir pour épouser la forme d'un virage en taillant la neige. Le skieur gagne donc en vitesse, puisque le ski ne dérape plus pendant le virage.
Le ski profilé est maintenant l'outil de choix pour une grande variété de terrains et d'adeptes : le débutant aimera la facilité avec laquelle celui-ci se manœuvre dès les premières descentes, alors que l'expert appréciera sa polyvalence et sa rapidité de mouvement, même à grande vitesse. Cependant, depuis quelques années, plusieurs skis ayant un profil beaucoup moins prononcé ont fait leur apparition sur les pentes et gagné la faveur du grand public, notamment pour des usages particuliers comme le ski hors piste ou les acrobaties. Certains skis ont même une spatule et un talon de dimensions inférieures au patin comme les skis Armada ARG. Cette construction répartit le poids du skieur sur une plus large surface de contact et, en retour, permet une plus grande portance dans la poudreuse.
De plus, les dimensions et la construction du ski sont parfois dictées par des normes très précises, notamment sur les skis de slalom qui, selon les normes FIS, doivent mesurer 165 centimètres pour les hommes et 155 centimètres pour les femmes au minimum, mais font également l'objet de restrictions concernant la longueur dans toutes les disciplines et le rayon des skis pour les compétitions internationales (FIS). Elles sont par exemple d'un radius (rayon de courbe) de 23 en 2007 et sera de 27 en 2008 (il ne faut pas oublier qu'il existe une tolérance d'un an avant la mise en conformité des skis des coureurs qui sont sur les circuits FIS A, B, C, D). Pour la discipline de la descente, la longueur des skis doit être comprise entre 220 centimètres et 240 centimètres, les skis doivent être adaptés à la grande vitesse et n'avoir aucun rajout d'appendice aérodynamique.

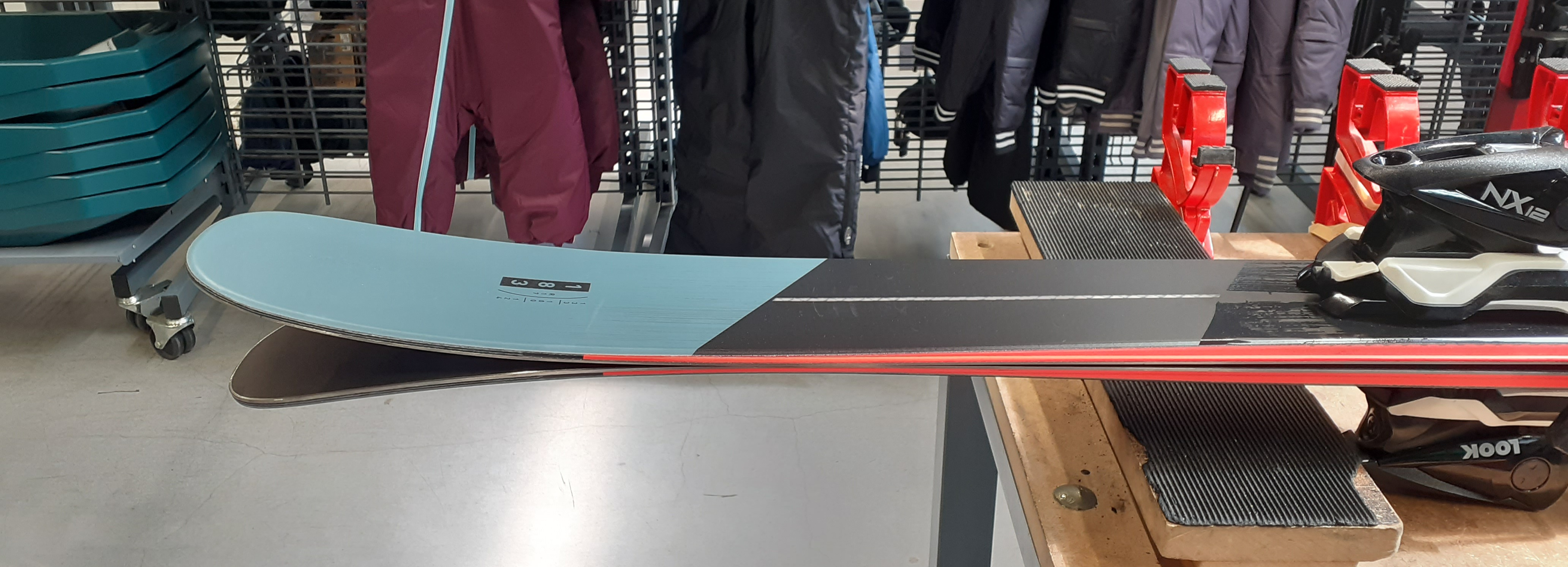
Vue sur le rocker arrière situé au talon d'un ski de piste

Certains skis sont dotés d'un rocker à l'avant (avant du ski relevé, entre le patin et la spatule), voire d'un double rocker (avant et arrière) permettant un meilleur déjaugeage en neige poudreuse (skis de freeride). D'autres sont dotés d'une double spatule (av-ar) facilitant le ski à reculons pour effectuer des acrobaties dans le cadre d'une pratique freestyle.

### Structure

Schéma grossier de la structure en sandwich d’un ski moderne.

Schéma permettant de visualiser ce qu’est le rayon de courbure d’un ski parabolique.

Les principaux éléments d'un ski sont :
- la semelle : généralement en polyéthylène, elle est au contact de la neige et permet donc au ski de glisser. Sur les skis droits d'ancienne génération, elle est rainurée dans le sens de la longueur pour permettre à la neige fondue de s'évacuer plus rapidement et ainsi d'accroître la vitesse du skieur. En effet, le ski ne glisse pas directement sur de la neige, mais sur l'eau qui résulte de la fonte de la neige au contact du ski. Elle nécessite un entretien régulier pour améliorer la glisse (rebouchage des trous et fartage). Par ailleurs, le fartage utilisé dépend de la consistance de la neige ;
- les carres : situées de chaque côté du ski, elles permettent de le contrôler sur la neige. En acier très résistant à l’abrasion et très aiguisées, elles permettent la conduite des virages et l’accroche sur neige dure. Elles nécessitent un affûtage régulier pour conserver l'aspect tranchant ;
- le noyau : comme son nom l'indique, il se situe au cœur du ski et joue un rôle majeur sur sa rigidité. C'est sur ce point que les constructeurs diffèrent le plus. Constitué d'alliages (tel que le titanal), de bois ou de métaux, il donne au ski sa solidité et sa rigidité. Ce cœur est souvent très sensible à l'eau et doit donc être protégé par des couches sandwiches ;
- le dessus du ski : souvent fabriqué à partir de composite époxy renforcé de fibres de verre, il permet de protéger le cœur du ski et joue un rôle décoratif (sérigraphie). La couche supérieure (topsheet) est une feuille polymérique transparente décorée sur le dessous et malheureusement sensible aux chocs et aux coups de carres.

## Historique
Dans Sur les neiges de l'Altaï, un reportage franco-suisse sur Arte le 20 janvier 2018, sorti en 2015, réalisé par Mario Casella, on voit des pétroglyphes dans l'Altaï chinois de plus de 10 000 ans montrant des hommes chaussés de skis.
En 1868, le norvégien Sondre Norheim invente le ski qui s'appellera Télémark, du nom de la région où il habite. C'est le premier ski dont la largeur du centre est inférieure à celle des extrémités.
En 1905, l'armée française construit pour la première fois en série des skis, à Briançon.
À l'origine plus grand que le skieur, le ski peut maintenant être plus petit que lui grâce aux avancées technologiques, et notamment à la forme parabolique. Cette forme parabolique est apparue en 1993.

### Marché
De 5,3 millions de paires de ski vendues dans le monde en 1971-1972, le marché mondial est passé à 11,3 millions de paires en 1979. 6 millions de paires de skis ont été vendues dans le monde en 1994, 5,2 millions en 1996 puis 4,6 millions en 1997, et 4,2 millions en 1998. 7 millions de paires ont été vendues en 2002, 4,62 millions en 2005 et le marché était de 463 millions d'euros pour 4,64 millions de paires de ski alpin en 2006.
En 2008, le marché était de 382 millions d’euros : 295 pour le ski et 87 pour le snowboard avec 3,5 millions de paires de skis vendues dans le monde, dont 450 000 en France (12,9 %) ou 60 % des ventes se font pour la location. En 2008/2009, 470 000 paires ont été vendues en France. Toujours de 3,5 millions de paires en 2010, le marché mondial était réparti à 60 % en Europe, 30 % en Amérique du nord et 10 % pour le reste du monde. En 2015, le marché global est d'un peu moins de 5 millions de paires de skis, en baisse de 5 %

## Entretien des skis

### Affûtage des carres

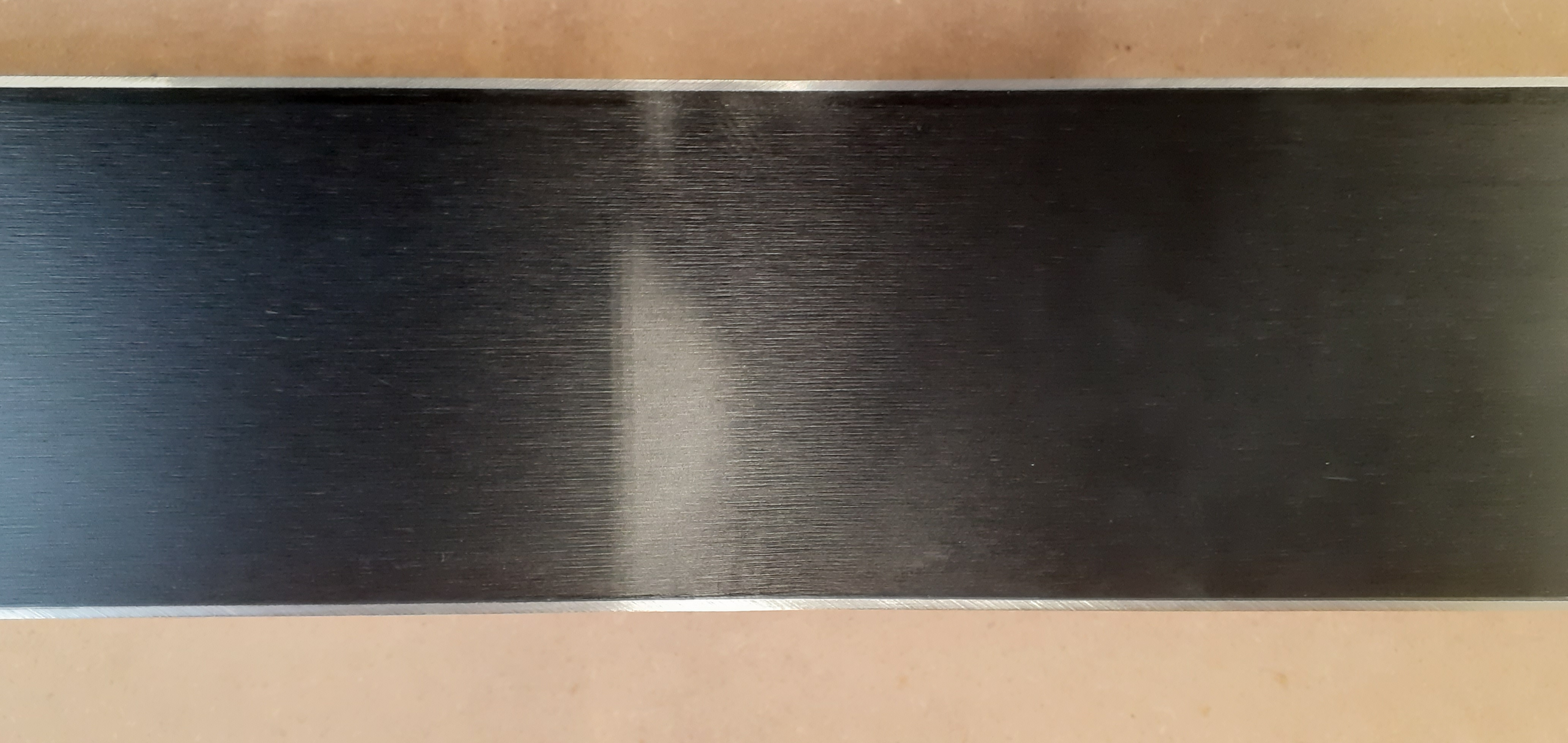
Carres métalliques de part et d'autre de la semelle d'un ski de piste.

Si on veut affûter les carres ou farter les skis, on amène généralement ses skis dans un magasin spécialisé (location/vente) pour les confier à un skiman, spécialiste de l'entretien du matériel.Ces opérations sont payantes.
Mais on peut aussi le faire chez soi, si on a le bon matériel et qu'on a appris à le faire dans les règles de l'art : en effet, un mauvais affûtage peut rendre le ski totalement inconduisible.

### Entretien de la semelle
Avant le fartage, il est recommandé de reboucher les trous causés par les cailloux qui affleurent sur la piste et marquent la semelle. Il existe dans le commerce des bâtons de la même matière et couleur que la semelle que l'on fait fondre dans les trous d' impact pour retrouver l'aspect lisse originel de la semelle, extrêmement important pour une glisse optimale.

### Fartage
Le fartage a pour but d'entretenir et protéger la semelle et d'accroître la capacité de glisse du ski. Il est réalisé avec une matière ayant l'aspect et la forme d'un savon nommée fart qu'on fait fondre sur la semelle du ski et qu'on étale. Après l'avoir étalé, attendre deux ou trois heures puis gratter la semelle avec une raclette pour enlever l'excédent. La semelle est ensuite lissée afin d'optimiser la glisse du ski. Une erreur de manipulation dans le fartage (brûlure de la semelle) peut détruire irrémédiablement la semelle du ski.
Il existe plusieurs types de fart utilisés selon le type et la température de la neige.
Certains amateurs de ski possèdent, outre l'éventail de skis adapté à leur pratique, des « skis-cailloux », skis en fin de vie qui ne craignent pas d'affronter les pierres et les pistes dégradées en début ou fin de saison de ski.

## Types de ski alpin selon l'utilisation

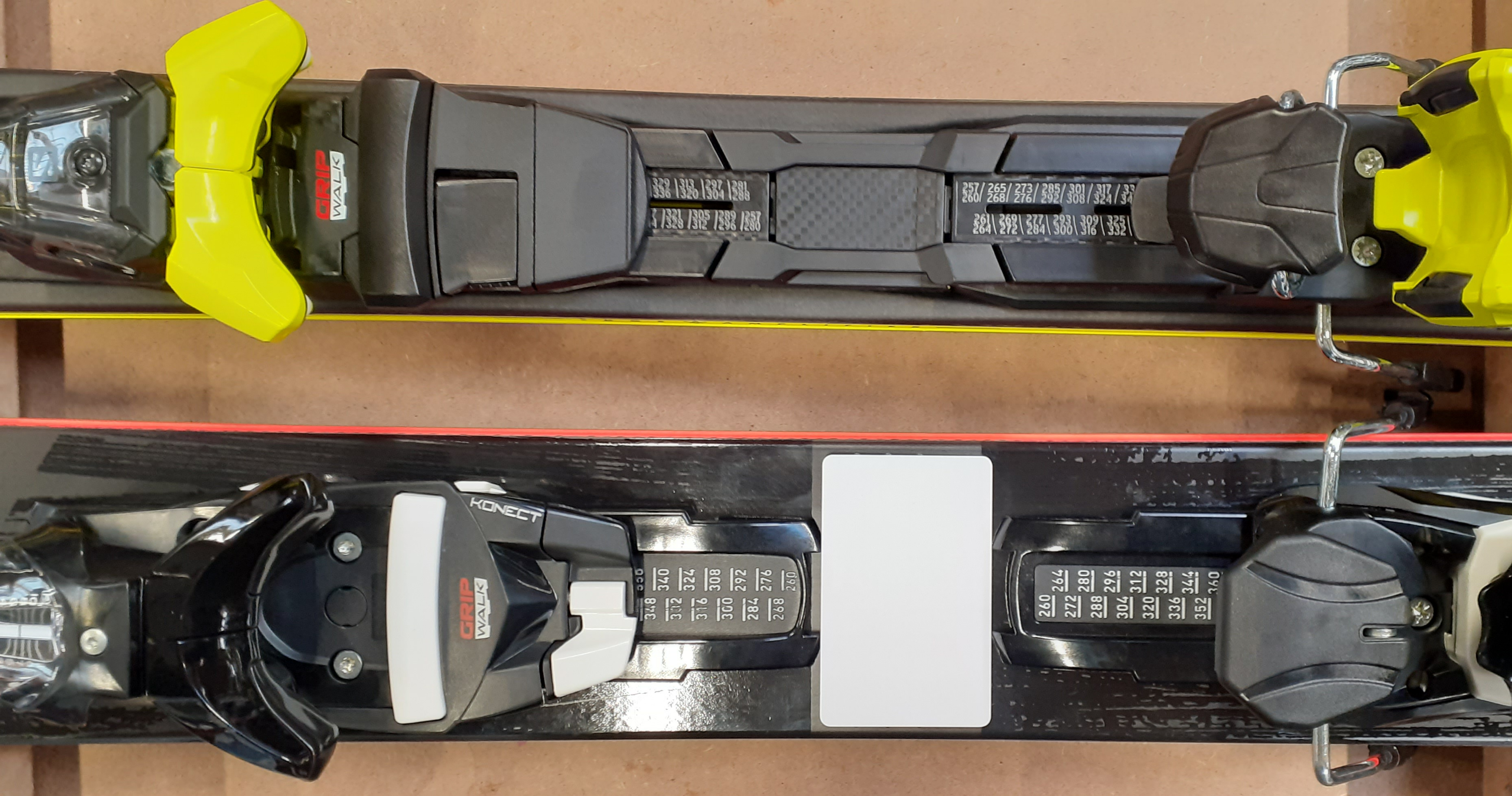
En haut un ski de piste traditionnel, en bas un ski de freeride très large (fat).

On distingue plusieurs types de skis alpins qui sont tous une déclinaison du ski de piste standard décrit supra. Choisis en fonction du niveau (débutant, confirmé, expert), de la pratique (préférence piste, mixte piste/hors-piste ou exclusivement poudreuse), de la taille du skieur, en version homme ou femme, ils permettent de pratiquer différentes disciplines sur le domaine skiable d'une station ou à proximité, sur neige damée et/ou en poudreuse :
- les skis de piste : débutants, évolutifs, performance, carving ;
- les skis all-mountain (ou all-resort en Amérique du Nord) : polyvalents, ils permettent d'évoluer sur piste et autorisent les incursions en bord de piste et hors-piste ;
- les skis de hors-piste/freeride : permettent d'évoluer en poudreuse, le hors-piste est leur terrain de prédilection. La gamme comprend des skis plus larges que les all-moutain (permettant néanmoins le ski sur piste même si ce n'est pas leur vocation) voire très larges (skis fat, big mountain) typés exclusivement hors-piste en neige profonde ;

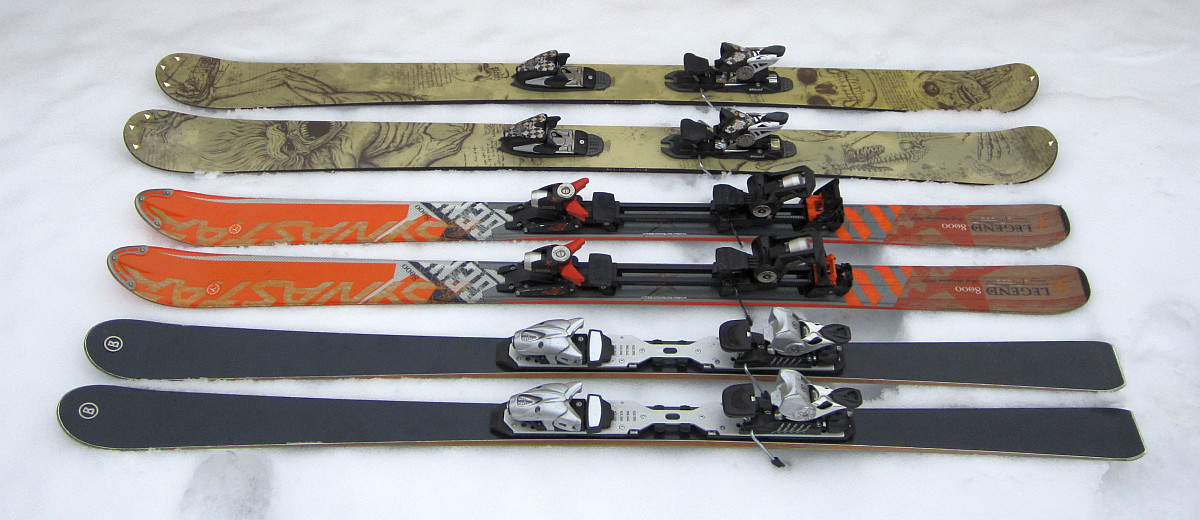
Paire de skis fat (en haut), all-mountain (au centre), piste/carving (en bas).

- les skis freestyle : skis à deux spatules (av/ar) permettant d'évoluer à reculons, c'est le matériel pour effectuer des acrobaties dans une structure appelée snowpark. Une sous-catégorie backcountry avec des skis plus larges permet de pratiquer le freestyle en poudreuse hors-piste. Les carres peuvent être renforcées afin de résister aux chocs et impacts sur les modules ;
- les skis freeski : polyvalents, ces skis, commercialisés désormais par de nombreuses grandes marques de skis, permettent de pratiquer les deux disciplines du freestyle et du freeride ;
- les skis de compétition : slalom, slalom géant, super-G, descente.

## Autres skis

### Skis de fond
On distingue deux grandes familles de skis de fond :
- les skis pour le fond classique permettant de pratiquer la technique de l'alternatif ;
- les skis de skating permettant la technique du pas de patineur.

### Skis de randonnée nordique
Les skis de randonnée nordique (SRN) sont plus larges que les skis de fond et ressemblent visuellement à des skis alpins ou de randonnée. Ils sont dotés de carres, d'écailles et peuvent recevoir des peaux de phoque. Les fixations laissent le talon libre, à l'instar des skis de fond ou de télémark. Ils sont utilisés en terrain naturel, hors piste, de pente faible à modérée.

### Skis de fond de randonnée
Connus aussi sous le nom de fjellskis, ces skis sont plus longs et plus fins que les SRN.Ils sont conçus pour sortir des pistes de fond et adaptés aux grands espaces. Ils sont essentiellement utilisés par les Norvégiens sur les hauts plateaux de Norvège.

### Skis de randonnée
Les skis de randonnée présentent de nombreux points communs avec les skis alpins dits de piste. Ils sont cependant plus courts, plus légers et sont équipés de cales. Outre les peaux de phoque, ils sont dotés de fixations qui permettent de libérer le talon pour progresser en montée ou de le bloquer afin d'effectuer la descente dans les mêmes conditions qu'un ski de piste. Ils sont utilisés en terrain naturel, hors-piste sur des pentes moyennes à fortes.

### Skis de ski-alpinisme
Dans la catégorie des skis de randonnée, on trouve également les skis de ski-alpinisme, matériel étudié pour effectuer des parcours chronométrés et qui privilégie la performance à la montée par l'allègement du matériel, au détriment parfois du plaisir de la descente.

### Skis de freerando
Les skis de freerando (freeride + randonnée) sont semblables à des skis de randonnée avec les mêmes fixations, mais présentent la particularité d'être plus longs et plus larges pour faciliter la descente de pentes hors-piste ou de couloirs en poudreuse, finalité de cette discipline.

### Skis de ski fitness
Le ski fitness (ou speed-touring) se pratique sur les pistes de ski fermées avec du matériel classique de randonnée avec peaux de phoque. Il existe toutefois une gamme de skis dédiés à cette discipline plus légers que des skis de randonnée mais moins exclusifs que des skis de ski-alpinisme. Ils peuvent néanmoins être utilisés en compétition, en particulier par les débutants.

### Skis de pente raide
Il n'y a pas à proprement parler de skis spécifiques pour la pente raide. Cependant, certains spécialistes de cette discipline opteront pour des skis de randonnée, d'autres pour des skis typés freerando. Le choix de la taille correspond globalement à celle des skis de randonnée mais là encore, il n'y a pas de règles immuables. Quelques rares marques commercialisent toutefois des skis dédiés à cette discipline extrême.

### Skis d'approche
Skis très courts et légers permettant à des alpinistes, dans un contexte hivernal, de se déplacer vers la base des parois ou des couloirs (attaque) où ils seront déposés avant d'entamer l'ascension.

### Patinettes
Skis de petite taille, les patinettes ou mini skis ou encore snow blades sont destinés aux pratiquants recherchant un ski facile ne nécessitant pas un apprentissage long et parfois fastidieux. Dans le jargon du ski freestyle, les patinettes désignent de très petits skis tolérés dans la discipline du slopestyle.

### Ski-raquette
Également appelé ski-hok, ce matériel est un compromis entre ski de randonnée nordique et raquette. Court et large, il permet d'évoluer en forêt et sur des terrains peu pentus.

### Skis de télémark
Les skis de télémark de dernière génération sont visuellement semblables à des skis alpins ou de randonnée, avec un léger rocker en spatule et un talon plat. Ils sont équipés de fixations permettant la descente avec talon libre autorisant un grand nombre de pratiques : randonnée, freeride, slalom, etc.

### Skis de saut (ski nordique)
Skis de grande taille, d'environ 2⁄50 mètres, larges de 110 millimètres et sans carres (leur longueur est de 2,53 mètres pour un athlète de 1,73 mètre), les skis de saut permettent une friction minimale lors de la prise d'élan dans un rail de glace et un appui significatif sur l'air pendant la phase de vol. Ils comportent des rainures sous le patin qui garantissent la stabilité en l'air. Les chaussures et les fixations de saut à ski sont également spécifiques : leur mobilité permet au sauteur de rapprocher les skis du corps.

### Skis de ski acrobatique/freestyle
Les skis de freestyle sont nettement plus légers que ceux de piste avec un équilibre différent, les fixations étant montées au niveau du centre de gravité.

#### Skis de bosses
Skis dédiés à cette discipline, ils sont très rares sur le marché. Selon la consistance de la neige, ils peuvent être remplacés par des skis freestyle.

#### Skis de slopestyle
Skis bi-spatulés avec un cambre classique et un double rocker. La largeur de 88 mm au patin en fait un ski adapté au snowpark.

#### Skis de Half-pipe
Skis bidirectionnels à double rocker et cambre classique, parfois avec carres renforcées et aux cotes de 90 mm au patin, 118 en spatule et 116 mm au talon, par exemple.

#### Skis de freestyle backcountry
Skis de la catégorie fat (très larges, particulièrement adaptés à la poudreuse), légers, à double spatule et un profil rocker-cambre-rocker qui facilite le déjeaugeage. Exemple de côtes : largeur 96 mm au patin minimum (pouvant monter à 121 mm), 124 mm en spatule et 118 mm au talon avec un rayon de 19 mètres.

#### Skis de freestylejib
Skis spécifiques à cette discipline qui se caractéristise par une pratique sur des obstacles non constitués de neige. D'une grande robustesse avec une forme symétrique parfaite, ils sont dépourvus de carres.

### Skis de vitesse (KL)
En compétition, la longueur des skis est comprise entre 220 centimètres et 240 centimètres et le poids de la paire ne doit pas excéder 15 kg (fixations comprises).